# Avenir Sportif Béziers
O Avenir Sportif Béziers é um clube de futebol com sede em Béziers, França. A equipe compete atualmente na Ligue 2.

## História
O clube foi fundado em 2007. Na temporada 2017–18, depois de três temporadas no National, Béziers venceu em casa contra o Les Herbiers no o último jogo do campeonato (4-1) em 11 de maio de 2018, ganhando assim acesso a Ligue 2 pela primeira vez em sua história.